# ISO 3166-2:HT
ISO 3166-2:HT is een ISO-standaard met betrekking tot de zogenaamde geocodes. Het is een subset van de ISO 3166-2 tabel, die specifiek betrekking heeft op Haïti. 
De gegevens werden tot op 27 november 2015 geüpdatet op het ISO Online Browsing Platform (OBP). Hier worden 10 departementen - department (en) / département (fr) / depatman (ht) – gedefinieerd.
Volgens de eerste set, ISO 3166-1, staat HT voor Haïti, het tweede gedeelte is een tweeletterige code.

## Codes
| Code  | Frans      | Haïtiaans |
| ----- | ---------- | --------- |
| HT-AR | Artibonite | Latibonit |
| HT-CE | Centre     | Sant      |
| HT-GA | Grand'Anse | Grandans  |
| HT-NI | Nippes     | Nip       |
| HT-ND | Nord       | Nò        |
| HT-NE | Nord-Est   | Nòdès     |
| HT-NO | Nord-Ouest | Nòdwès    |
| HT-OU | Ouest      | Lwès      |
| HT-SD | Sud        | Sid       |
| HT-SE | Sud-Est    | Sidès     |